# Elevation
"Elevation" é uma canção da banda de rock irlandesa U2. É a terceira faixa como também o terceiro single do álbum All That You Can't Leave Behind (2000). Apresentando uma batida estrondosa, com uma variedade de efeitos sonoros no centro do riff da guitarra, e uma rima lírica para o próprio público cantar junto, sendo altamente eficaz no seu papel de abertura nos concertos durante a turnê Elevation Tour (nomeado após a canção), tornando-se um sucesso nos Estados Unidos e Reino Unido. Também foi seu primeiro single nos Países Baixos. Em 2002, "Elevation" ganhou o "Melhor Performance de Rock por um Duo ou Grupo com Vocais".

## História
Durante os shows ao vivo durante a turnê Elevation Tour, que foi tocado sem bateria e sem baixo no primeiro verso e refrão antes mesmo que a banda começasse a tocar. Tem sido tocado em quase todos os shows do U2 desde que foi lançado.
A versão lançado como foi chamado de "Tomb Raider Mix" (remixado por Chris Vrenna), difere significativamente da versão original do álbum, na medida em que possui guitarra com um som mais no estilo 'hard rock' do que a sensação eletrônica inspirada na versão do álbum. A bateria da versão single também é mais difícil. O nome vem de sua função na trilha sonora do filme Lara Croft: Tomb Raider.
"Elevation" ganhou o "Melhor Performance de Rock por um Duo ou Grupo com Vocais" em 2002.
Em 2006, a adesão a um pedido da NFL, o time New England Patriots adotou "Elevation" como música para tocar quando eles marcassem o gol em sua casa, no Gillette Stadium (antes de 2006, eles tocaram a canção "Rock and Roll Part 2", de Gary Glitter). A música também tinha sido utilizada de 2006-2008, quando o time Vancouver Canucks fez gols em sua casa, era também usada regularmente durante a NBA Playoffs de 2007.
A Elevation Partners, com um capital privado de $1.9 bilhões da empresa na qual Bono é um co-fundador e diretor executivo, é nomeado logo após a canção.

## Vídeo da música

Captura do videoclipe da canção, com a performance de The Edge, com a participação através de uma montagem, da atriz Angelina Jolie, do filme Lara Croft: Tomb Raider (2001).

O videoclipe de "Elevation" foi dirigido por Joseph Kahn, sendo um dos vídeos musicais mais caros já produzidos. O vídeo é definido com base no filme da personagem de Lara Croft, juntamente com Bono, e um resgate da versão do irmão gêmeo do mal do guitarrista The Edge, sendo inserido nas filmagens do filme Lara Croft: Tomb Raider (2001). O vídeo começa quando Bono recebe um telefonema da sua versão do mal, dizendo: "Aqui é o 'Bono mal'. Estamos com The Edge. Queremos a chave. Você está cercado e nem mesmo a Lara Croft pode ajudá-lo". Depois de escapar de várias tentativas de assassinato da versão "U2 do mal", a banda se reúne e realiza um duelo musical contra a versão da banda do mal, terminando com a versão "U2 do bem", emergindo vitoriosamente. O vídeo termina com o "U2 do bem" andando com Lara Croft para um lugar com carros levitando ("elevation"), terminando com um Boeing 747-400, sobrevoando antes de desaparecer em preto (o avião também é visto no início do vídeo).
O vídeo foi lançado em DVD digital (versão 7), o primeiro da banda, em 16 de julho de 2001. Mais tarde, foi destaque no DVD Lara Croft: Tomb Raider, como característica especial. A produção de vídeo foi exibido na MTV, demonstrado no Making of do vídeo. A canção também comparece no filme-concerto Elevation 2001: Live from Boston (2001), Vertigo 2005: Live from Chicago (2005) e U2 360° at the Rose Bowl (2009).

## Lista de faixas
| Críticas profissionais | Críticas profissionais |
| Avaliações da crítica  | Avaliações da crítica  |
| Fonte                  | Avaliação              |
| ---------------------- | ---------------------- |
| Allmusic               | [ 9 ]                  |

Todas as músicas compostas pelo U2, exceto "Don't Take Your Guns to Town" (composta por Johnny Cash) e "I Remember You" (composta por Ramones)
| - Versão 1 1. "Elevation" (Tomb Raider Mix) – 3:35 2. "Elevation" (Escalation Mix) – 7:04 3. "Elevation" (Vandit Club Mix) – 8:54 - Versão 2 1. "Elevation" (Tomb Raider Mix) – 3:35 2. "Last Night on Earth" (Live from Mexico City) – 6:20 3. "Don't Take Your Guns to Town" – 4:11 - Versão 3 1. "Elevation" (Tomb Raider Mix) – 3:35 2. "Elevation" (The Biffco Mix) – 4:18 - Versão 4 1. "Elevation" (Tomb Raider Mix) – 3:35 2. "Elevation" (Escalation Mix) – 7:04 3. "Elevation" (Influx Mix) – 4:02 4. "Elevation" (Quincey and Sonance Mix) – 6:53 - Versão 5 1. "Elevation" (Tomb Raider Mix) – 3:35 2. "I Remember You" (Live from Irving Plaza) – 1:28 3. "New York" (Live from Irving Plaza) – 5:42 4. "I Will Follow (Live from Irving Plaza) – 3:51 | - Versão 6 1. "Elevation" (Tomb Raider Mix) – 3:35 2. "I Remember You" (Live from Irving Plaza) – 1:28 3. "New York" (Live from Irving Plaza) – 5:42 4. "Don't Take Your Guns to Town" – 4:11 5. "Elevation" (The Biffco Mix) – 4:18 - Versão 7 1. "Elevation" (Tomb Raider Mix) – 3:35 2. "Elevation" (Tomb Raider Mix) (vídeo) – 3:50 3. "Trechos da MTV" (Making of do vídeo) - Versão 8 1. "Beautiful Day" (Quincey and Sonance Mix) – 7:56 2. "Beautiful Day" (Perfecto Mix) – 7:48 3. "Beautiful Day" (David Holmes Remix) – 5:34 4. "Elevation" (Vandit Club Mix) – 8:54 5. "Elevation" (Influx Mix) – 4:02 6. "Elevation" (Escalation Mix) – 7:04 7. "Elevation" (Quincey and Sonance Mix) – 6:53 |

## Paradas e posições
| País/Paradas (2001)                   | Melhor posição |
| ------------------------------------- | -------------- |
| Alemanha (Media Control Charts)       | 82             |
| Austrália (ARIA Charts)               | 6              |
| Áustria (Ö3 Austria Top 40)           | 21             |
| Bélgica (Ultratop 50 Flanders)        | 14             |
| Bélgica (Ultratop 40 Valônia)         | 13             |
| Dinamarca (Hitlisten)                 | 6              |
| Estados Unidos (Alternative Songs)    | 8              |
| Estados Unidos (Hot Dance Club Songs) | 32             |
| Finlândia (Suomen virallinen lista)   | 9              |
| França (SNEP)                         | 34             |
| Irlanda (IRMA)                        | 1              |
| Itália (FIMI)                         | 3              |
| Noruega (VG-lista)                    | 5              |
| Nova Zelândia (RIANZ)                 | 35             |
| Países Baixos (MegaCharts)            | 1              |
| Reino Unido (UK Singles Chart)        | 3              |
| Suécia (Sverigetopplistan)            | 33             |
| Suíça (Schweizer Hitparade)           | 20             |

| País/Paradas (2001)             | Melhor posição |
| ------------------------------- | -------------- |
| Alemanha (Media Control Charts) | 31             |

## Pessoal
| U2 - Bono – vocal - The Edge – guitarra, sintetizador - Adam Clayton – baixo - Larry Mullen Jr. – bateria, percussão | Técnica - Sintetizador – Brian Eno e The Edge - Produção – Daniel Lanois e Brian Eno - Engenharia – Richard Rainey - Assistência de engenharia – Chris Heaney - Mixagem – Tim Palmer |